# Trichoniscus bureschi
Trichoniscus bureschi is een pissebed uit de familie Trichoniscidae. De wetenschappelijke naam van de soort is voor het eerst geldig gepubliceerd in 1926 door Karl Wilhelm Verhoeff.